# Andreas Baumkircher
Andreas Baumkircher, född kring 1420 troligen i Vipava, nuvarande Slovenien, död 23 april 1471 i Graz, var en österrikisk härförare och friherre av Schlaining.
Baumkircher var son till en kejserlig tjänsteman och tillbringade sin ungdom vid kejsar Fredrik III:s hov. Han var vida känd för sin längd och kroppsstyrka.
Som anförare av legotrupper var han till stor nytta för kejsar Fredrik III. I konflikten mellan kejsar Fredrik III och hans bror Albrekt VI stödde Baumkircher med sina legotrupper kejsar Fredrik III flera gånger, bland annat försvarade han Wiener Neustadt framgångsrikt mot de upproriska ständernas trupper 1452, stödde Fredrik III vid det ungerska kungavalet 1459 och stod vid kejsarens sida vid upproret av staden Wien 1462.
Baumkircher belönades furstligt av kejsar Fredrik III. Han förlänades Schlaining 1452, fick rätten att slå egna mynt och tillstånd att grunda en stad intill hans borg. 1462 upphöjdes han till friherre av Schlaining.

## Baumkircherfejden
Men 1469 organiserade Andreas Baumkircher ett adelsuppror i Steiermark mot kejsar Fredrik III, den så kallade Baumkircherfejden. Upproret organiserades med stöd av Ungerns kung Mattias I Corvinus. Anledning till upproret var utebliven sold för deras militära stöd under broderkriget mellan Fredrik III och dennes bror, hertig Albrekt VI av Österrike, 1462.
Den 1 februari överlämnades fejdebrevet till kejsaren. Adelsförbundet ockuperade sedan under ledning av Andreas Baumkircher och Johan av Stubenberg de steiermarkiska städerna Hartberg, Fürstenfeld, Feldbach, Marburg, Windischfeistritz, Gonobitz och slottet Wildon. I mars samma år marscherade deras trupper till norra Steiermark och ockuperade Mürzdalen, men slogs tillbaka av kejserliga trupper i april. Däremot tillfogade Baumkircher de kejserliga trupperna ett svårt nederlag i slaget vid Fürstenfeld den 21 juli 1469.
I oktober 1469 slöts en vapenvila. Kejsar Fredrik III såg sig tvungen att inkalla lantdagen för Steiermark, Kärnten och Krain i april 1470. På grund av Baumkirchers militära framgångar tvingades Fredrik III att sluta en förlikning med Baumkircher och bevilja honom full amnesti.
På hösten 1470 tog Baumkircher upp fejden igen eftersom han inte hade fått den utlovade betalningen på 14 000 gulden. I april inbjöds han till förhandlingar i Graz. Tillsammans med Andreas av Greisseneck anlände han till Graz den 23 april efter att fri lejd hade utlovats. Men han och hans följeslagare tillfångatogs och båda halshöggs på kvällen samma dag.